# A.S. Mopeli-Paulus
Atwell Sidwell Mopeli-Paulus, född 1913, död 1960, var en lesothisk författare. Han bodde merparten av sitt liv i Sydafrika, och skrev både på sesotho och engelska. Han är mest känd för romanerna Ho tamaea ke ho bona ("Att resa är att lära", 1945), som bland annat handlar om hans erfarenheter som soldat i andra världskriget, Blanket Boy's Moon (1953) och Turn to the Dark (1956).